# Bosconero
Bosconero – miejscowość i gmina we Włoszech, w regionie Piemont, w prowincji Turyn.
Według danych na rok 2004 gminę zamieszkiwały 2924 osoby, 265,8 os./km².